# Storie di san Giovanni Battista (Brescia)
Le storie di san Giovanni Battista sono un ciclo pittorico ad affresco dipinto da un maestro lombardo del XIV secolo, all'interno della cappella di San Giovanni Battista nella chiesa di San Salvatore a Brescia, nel monastero di Santa Giulia.

## Storia
La navata settentrionale della chiesa di San Salvatore, integra dal tempo dell'edificazione della chiesa nell'VIII secolo, subisce profonde alterazioni almeno a partire dal XIV secolo, quando il muro perimetrale viene sfondato per l'apertura di alcune cappelle, tra cui la cappella di San Giovanni Battista.
La cappella, funzionante come battistero, riceve, probabilmente poco tempo dopo la sua costruzione, un completo ciclo decorativo ad affresco centrato su episodi della vita di san Giovanni Battista. Il ciclo, all'epoca molto più esteso, viene parzialmente distrutto già nel XV secolo quando la parete est, che separava la cappella di San Giovanni da quella adiacente, viene sfondata per aprire un unico ambiente oblungo, ancora esistente. Un progressivo degrado è registrabile nei secoli successivi, a causa dei vari rimaneggiamenti della cappella e, soprattutto, dell'incuria alla quale furono abbandonati i locali del monastero dopo la sua soppressione nel 1797.
Il ciclo di affreschi viene recuperato e restaurato solo alla fine del Novecento e, dall'apertura del museo di Santa Giulia nel 1998, è visibile al pubblico all'interno del percorso espositivo.

## Descrizione
Gli affreschi, in origine, dovevano probabilmente ricoprire tutte le superfici della cappella, cioè le tre pareti perimetrali e la volta a crociera di copertura. Dopo la perdita della parete est data dalla fusione tra la cappella di San Giovanni e quella contigua operata nel XV secolo, ad oggi sopravvivono solamente gli affreschi della parete ovest e quelli della ex parete di fondo, oggi campata sinistra del cappellone.
Sulla parete laterale ovest è riconoscibile, nel riquadro superiore, probabilmente l'ultimo episodio del ciclo, in cui un paggio, reggente un vassoio con la testa del santo e seguito da una fanciulla, identificabile come Salomè, si avvicina a una tavolata imbandita dietro la quale un uomo e una donna in vesti regali, certo Erode e Erodiade, osservano e discutono la scena. Sulla stessa tavolata, in secondo piano, altri commensali assistono inorriditi. A sinistra si scorge un'altra scena, molto abrasa e integra solo in parte, di difficile lettura. Nel riquadro inferiore sono invece disposti in riga, da sinistra a destra, sant'Andrea, san Pietro, sant'Ambrogio e santa Maria Maddalena, ognuno riconoscibile dai propri attributi iconografici ma di difficile lettura nei dettagli, a causa delle forti abrasioni. A destra, meglio leggibile ma poco comprensibile, si vede invece un altro santo che celebra la messa, assistito da un chierico.
Sull'ex parete di fondo è invece affrescata l'Annunciazione a Maria nella fascia superiore, a cornice dell'alta monofora aperta in origine al centro della parete e in seguito tamponata per metà e sostituita con una normale finestra. All'estremo superiore, entro un sole raggiato, si riconosce Gesù attorniato da alcuni angeli. Nella fascia inferiore, anch'essa divisa in due al centro dalla monofora, si trovano due santi a sinistra, forse identificabili in san Paolo e san Pietro, e la facciata di una chiesa a destra. Rimane comunque poco chiara la relazione tra i due riquadri.
Completano l'ornamentazione, anche in questo caso solo sulle due pareti superstiti della cappella, fasce con decorazione geometrica a cornice delle scene e, lungo la base, un finto drappo continuo. Quest'ultimo, ad oggi, non è più visibile a causa delle installazioni del museo, che lo schermano quasi completamente.

## Stile

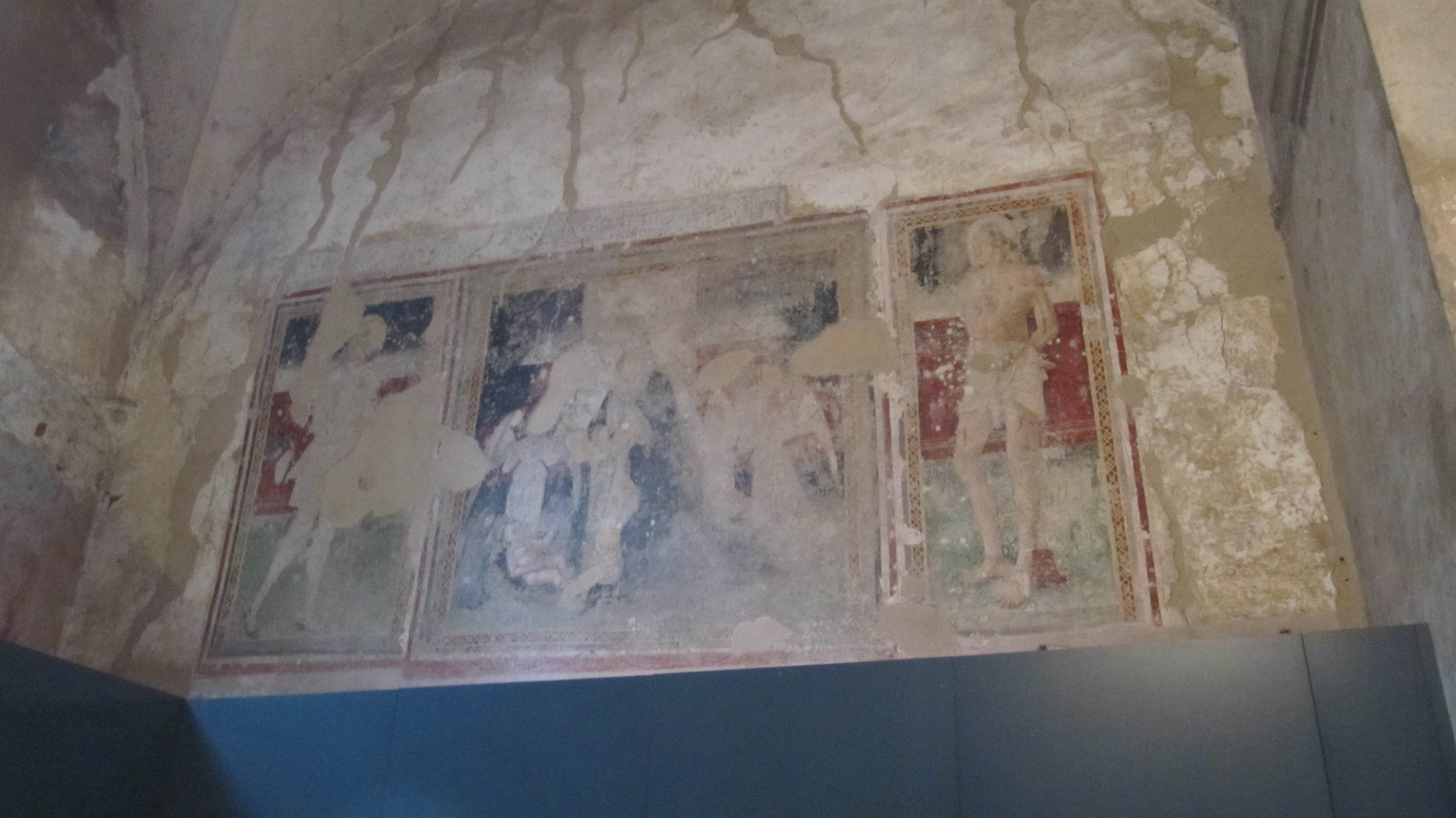
Il trittico sulla parete est

Il ciclo, del quale è ignoto l'autore, è attribuibile a un maestro del XIV secolo operante in area lombarda. Le scene sono caratterizzate da un gusto cortese, evidente soprattutto nella scena della Consegna della testa di San Giovanni a Erodiade e in molti dettagli dei santi nella fascia inferiore. Più approssimata, ma comunque raffinata, è la trattazione delle parti architettoniche, tra le quali spicca il baldacchino a colonnine tortili che sovrasta la Madonna nell'Annunciazione.
Sulla parete laterale est del cappellone sopravvive un trittico dipinto ad affresco, molto rovinato da abrasioni e cadute di intonaco. Il dipinto doveva ornare la cappella adiacente a quella di San Giovanni prima della fusione tra le due e, pertanto, è da considerarsi esterno al ciclo delle Storie. Infatti, sebbene sia comunque databile al XIV secolo, l'affresco appare stilisticamente difforme alle pitture sul lato opposto. Vi si leggono una Madonna col Bambino nel riquadro centrale, affiancata da altre figure, forse un San Sebastiano in quello di destra e un altro santo, difficilmente identificabile, in quello di sinistra.